# Miejsce Pamięci Narodowej w Ryczywole
Miejsce Pamięci Narodowej w Ryczywole – miejsce pamięci narodowej zlokalizowane na północno-zachodnim skraju Ryczywołu, w lesie, na północ od drogi do Skrzetusza. Oznaczone drogowskazami.
Metalowy krzyż i kamienna tablica upamiętnia trzy osoby zamordowane w tym miejscu przez nazistów niemieckich w dniu 14 września 1939. Byli to: Michał Kasperek (lat 18), Marcin Soloch (lat 42) i Wincenty Welber (lat 56). Na tablicy wyryto napis Oddali życie za Ojczyznę.